# Aérodrome de Murray Field
Pour les articles homonymes, voir EKA et Murray.
L'aérodrome de Murray Field (code IATA : EKA • code OACI : KEKA) est un aérodrome américain desservant la ville d'Eureka, en Californie.

## Situation
| Burbank Santa Rosa Arcata CA Long Beach Merced Santa Monica Fresno Los Angeles Palm Springs Sacramento San Diego San Francisco San Jose Oakland Ontario Santa Ana Monterey Chico Crescent City Imperial Inyokern Mammoth Lakes Carlsbad Bakersfield Modesto Redding San Luis Obispo Santa Barbara Santa Maria Stockton Visalia |